# Sam Ruben
Samuel Ruben (nascut amb el nom de Charles Rubenstein, 5 de novembre de 1913 – 28 de setembre de 1943), era fill de Herschel i Frieda Penn Rubenstein – el nom va ser oficialment escurçat a Ruben el 1930. Quan la seva família es va traslladar a Berkeley, va ser un jugador amb èxit de bàsquet a la Berkeley High School. Es va doctorar en química el 1938.
Sam i el seu col·lega Martin Kamen treballaren sota la direcció d'Ernest O. Lawrence al Berkeley Radiation Laboratory per elucidar la via del carboni en la fotosíntesi incorporant l'isòtop de curta vida Carboni-11 (11CO2) en els experiments entre 1938 i 1942. Ajudat pels conceptes i col·laboració de C. B. van Niel, els va quedar clar que la reducció del CO₂ pot ocórrer en la foscor i pot implicar processos similars als sistemes bacterians. Aquesta interpretació era un repte per la teoria fotoquímica antiga d'Adolf von Baeyer sobre la reducció del CO2 adsorbit en la clorofil·la.
Ruben va experimentar usant 'aigua pesant', H2O18, per obtenir gas 18O2 que demostrava que l'oxigen produït en la fotosíntesi provenia de l'aigua. Van fer servir també un ciclotró i van fer servir el carboni-14. Morí per exposició accidental al fosgen, un gas verinós que estava investigant, per a ús bèl·lic, durant la Segona Guerra Mundial 